# マリー・ド・メディシス

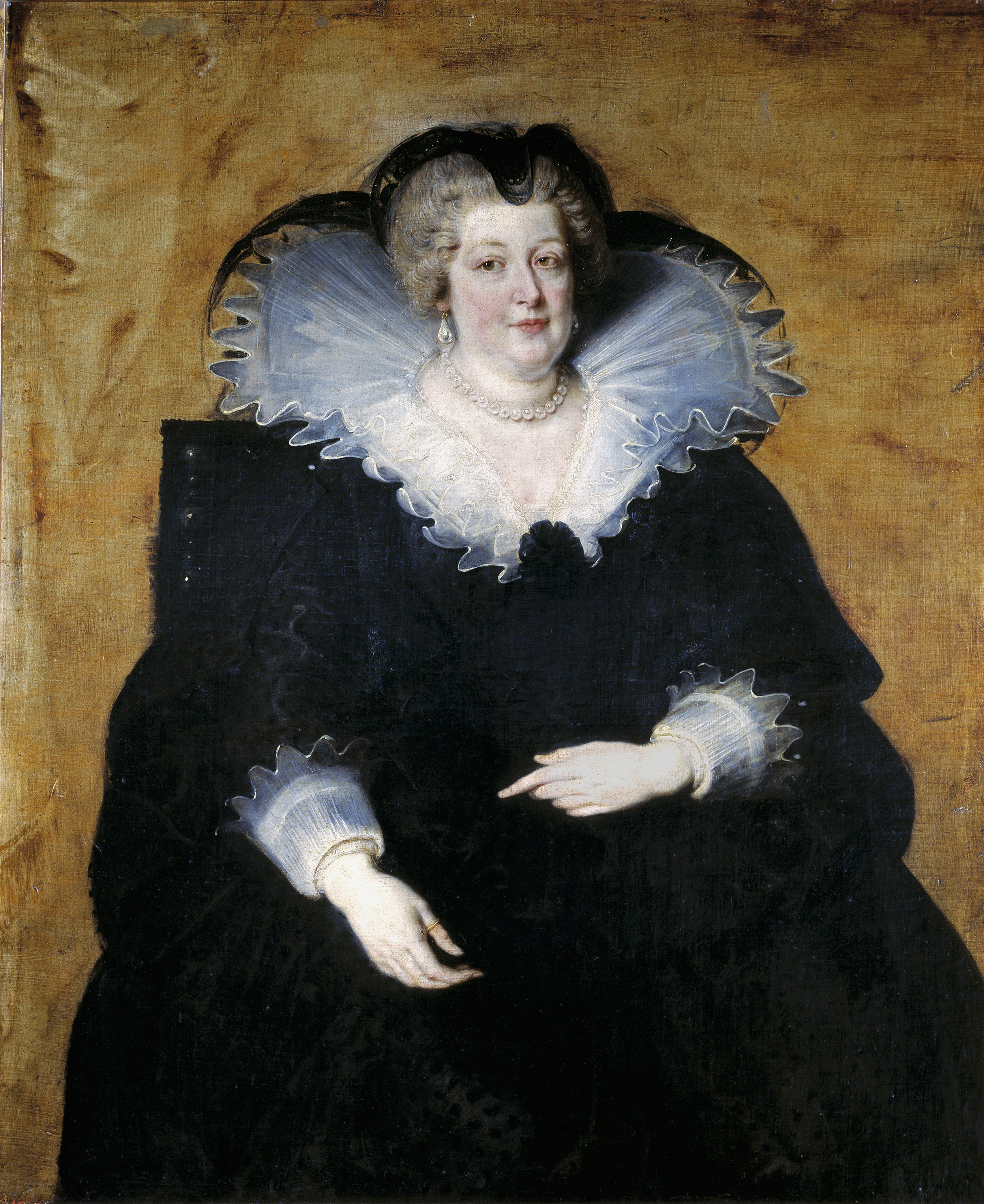
『マリー・ド・メディシスの肖像』（1622年）ピーテル・パウル・ルーベンス画、プラド美術館所蔵

マリー・ド・メディシス（仏: Marie de Médicis, 1575年4月26日 - 1642年7月3日）は、フランス国王アンリ4世の2番目の王妃で、ルイ13世の母である。

## 生涯
イタリア・フィレンツェの名門メディチ家に生まれる。イタリア語名はマリア・デ・メディチ（Maria de' Medici）。父はトスカーナ大公フランチェスコ1世。ヴァロワ朝最後の3人の王の母であるカトリーヌ・ド・メディシスとは遠縁の同族である。
1600年、27歳の時に、前妻マルグリット・ド・ヴァロワと離婚したばかりのアンリ4世に見初められ、フランス王室に嫁いだ。が、これは国の財政が逼迫していたためにアンリ4世が15万ポンドもの持参金を目当てにした政略的婚姻であった。アンリ4世の女好きは有名で、生涯で50人もの愛人がいたともいわれる。夫が留守がちなことに加え、結婚当初フランス語が喋れなかったマリーの王宮での暮らしは孤独感が付きまとっていたという。それを紛らわすためか、マリーの浪費癖は尋常ではなく、毎日のように宝石を購入したりした挙句、せっかくの持参金もほとんど底をついてしまうほどであった。
1601年、待望の世継ぎであるルイ13世を出産したことにより、王宮での立場は一気に向上する。そして、他に5子をもうける（成長したのはスペイン王フェリペ4世王妃イザベル、サヴォイア公ヴィットーリオ・アメデーオ1世妃クリスティーヌ、オルレアン公ガストン、イングランド王チャールズ1世王妃アンリエット・マリーである）。アンリ4世も放蕩を自重し、自分が不在の場合に国政の全権をマリーに与える布告を出した。夫の愛も取り戻し、王宮で穏やかな生活を送ることができるかに思われたが、1610年に狂信的カトリック教徒によりアンリ4世は暗殺された。マリーは王位を継いだ息子ルイ13世の摂政として、フランス王政を担う重責を背負うこととなった。
しかしその後、アンリ4世時代の宰相を罷免して、イタリア出身のアンクル元帥ことコンチーノ・コンチーニなる人物を補佐官として重用した。アンリ4世時代には国内のカトリックとプロテスタントの融和が図られていたが、マリーはカトリックをあからさまに擁護し、子供たちをフランスにとっては政敵であるはずのハプスブルク家と結婚させるなど、フランス国民を思い遣った名君として知られたアンリ4世の政治方針をことごとく破棄した。このことが、次第に政治に目覚めてきた息子ルイ13世や有力貴族たちの不満を募らせていった。彼らはマリーに三部会開催を迫るなどして政治の改革を要求した。

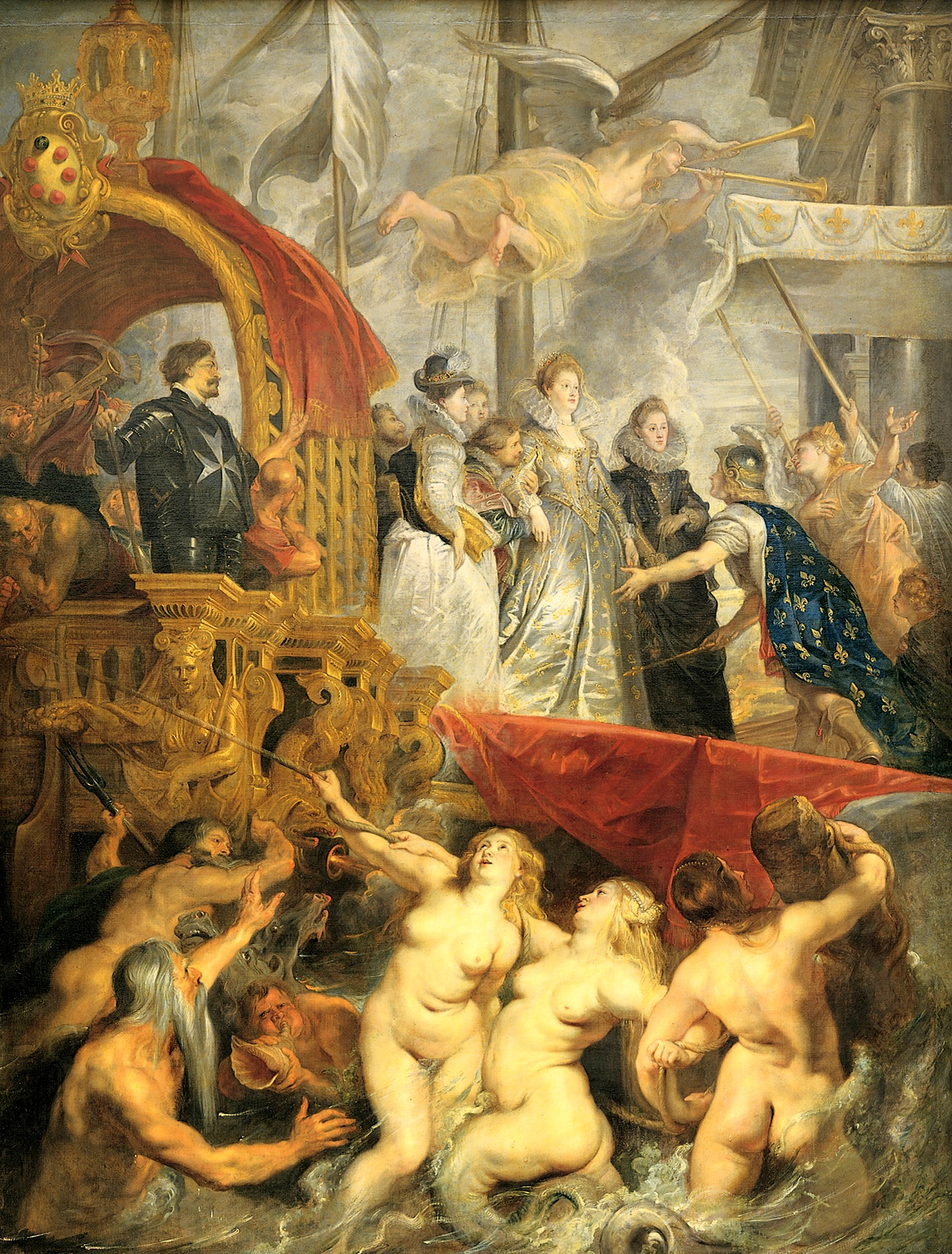
『マリー・ド・メディシスの生涯』（1622年～1625年）より「マリーのマルセイユ到着」、ピーテル・パウル・ルーベンス画、ルーヴル美術館所蔵

次第に不利な立場に追いやられつつあったマリーであったが、有能なリシュリュー枢機卿が政治の舞台に登場する。マリーは自分の支援者として登用しようとしたが、息子ルイ13世は先手を打った。1617年、ルイ13世はコンチーニの暗殺及び母マリーのブロワ城幽閉を命じ、リシュリューを自分の補佐官として味方に引き入れた。マリーは1619年にブロワ城を脱出し、次男オルレアン公ガストンと共に反乱軍を決起したが、ほどなく国王軍に鎮圧された。リシュリュー卿のとりなしでマリーはルイ13世と和解し、1621年まで王立議会の一員として政治に携わった。
リシュリューがルイ13世の宰相となって政治の実権を握ると、マリーはリシュリューの失脚を画策し始めるが、この時もリシュリューの方が一枚上手であった。1631年にマリーはフランスを追放され、ブリュッセルに亡命する。1642年、ケルンで没した。
ルーヴル美術館には「マリー・ド・メディシスの生涯」と題された、ルーベンスによる24枚の連作大画が展示されている。ルイ13世に反乱し和解した後、リュクサンブール宮殿改築の際にマリー自身がルーベンスに注文した作品で、彼女の生誕から婚姻、王室での日々などが神話の神になぞらえた姿で描かれている。

## 子女
- ルイ13世（1601年 - 1643年）　フランス国王
- エリザベート（1602年 - 1644年）　スペイン王フェリペ4世妃
- クリスティーヌ（1606年 - 1663年）　サヴォイア公ヴィットーリオ・アメデーオ1世妃
- ムッシュ・ドルレアン（1607年 - 1611年）　オルレアン公
- ガストン（1608年 - 1660年）　オルレアン公
- アンリエット・マリー（1609年 – 1669年）　イングランド王チャールズ1世妃

## 文学作品
- ミシェル・カルモナ『マリ・ド・メディシス　母と息子の骨肉の争い』辻谷泰志訳、国書刊行会、2020年